# 静岡オープンゴルフトーナメント
ダイドードリンコ静岡オープンゴルフトーナメント（ - しずおか - ）は、1972年から2002年までの31回にわたり、静岡放送と静岡新聞社の共催、日本プロゴルフ協会の公認で、静岡県御前崎市にある静岡カントリー浜岡コースで行われていた男子プロゴルフトーナメントである。

## 概要
1972年に第1回大会が静岡カントリークラブ島田ゴルフコースで開催された。1974年の第3回大会より日本プロゴルフ協会の公認競技になるとともに、会場も静岡カントリー浜岡コースに移った。毎年シーズン序盤の3月に開催され、1989年の第18回大会までは本大会が日本の男子ゴルフツアーの開幕戦として行われた。春先の開催のため、強い西風が浜岡コースの名物となっており、スコアメークに悩まされる大会となっていた。1991年の第20回大会からはダイドードリンコの特別協賛により行われていた。

## 歴代優勝者
| 開催年 | 大会名称                                       | 優勝者名           |
| ------ | ---------------------------------------------- | ------------------ |
| 2002年 | ダイドードリンコ静岡オープンゴルフトーナメント | 室田淳             |
| 2001年 | ダイドードリンコ静岡オープンゴルフトーナメント | 溝口英二           |
| 2000年 | ダイドードリンコ静岡オープンゴルフトーナメント | 田中秀道           |
| 1999年 | ダイドードリンコ静岡オープンゴルフトーナメント | 金鍾徳             |
| 1998年 | ダイドードリンコ静岡オープンゴルフトーナメント | エドアルド・エレラ |
| 1997年 | ダイドードリンコ静岡オープンゴルフトーナメント | 佐々木久行         |
| 1996年 | ダイドードリンコ静岡オープンゴルフトーナメント | 坂本義一           |
| 1995年 | ダイドードリンコ静岡オープンゴルフトーナメント | ブライアン・ワッツ |
| 1994年 | ダイドー静岡オープンゴルフトーナメント         | 中嶋常幸           |
| 1993年 | ダイドー静岡オープンゴルフトーナメント         | デビッド・イシイ   |
| 1992年 | ダイドー静岡オープンゴルフトーナメント         | 牧野裕             |
| 1991年 | ダイドー静岡オープンゴルフトーナメント         | 羽川豊             |
| 1990年 | 静岡オープンゴルフトーナメント                 | 川岸良兼           |
| 1989年 | 静岡オープンゴルフトーナメント                 | 鈴木弘一           |
| 1988年 | 静岡オープンゴルフトーナメント                 | 甲斐俊光           |
| 1987年 | 静岡オープンゴルフトーナメント                 | 呂良煥             |
| 1986年 | 静岡オープンゴルフトーナメント                 | 大町昭義           |
| 1985年 | 静岡オープンゴルフトーナメント                 | 金井清一           |
| 1984年 | 静岡オープンゴルフトーナメント                 | 尾崎直道           |
| 1983年 | 静岡オープンゴルフトーナメント                 | 中嶋常幸           |
| 1982年 | 静岡オープンゴルフトーナメント                 | 出口栄太郎         |
| 1981年 | 静岡オープンゴルフトーナメント                 | 青木功             |
| 1980年 | 静岡オープンゴルフトーナメント                 | 長谷川勝治         |
| 1979年 | 静岡オープンゴルフトーナメント                 | 矢部昭             |
| 1978年 | 静岡オープンゴルフトーナメント                 | 謝敏男             |
| 1977年 | 静岡オープンゴルフトーナメント                 | 呂良煥             |
| 1976年 | 静岡オープンゴルフトーナメント                 | 鈴木規夫           |
| 1975年 | 静岡オープンゴルフトーナメント                 | ミヤ・アエ         |
| 1974年 | 静岡オープンゴルフトーナメント                 | 栗原孝             |
| 1973年 | 静岡オープンゴルフトーナメント                 | 坂下定夫           |
| 1972年 | 静岡オープンゴルフトーナメント                 | 安田春雄           |

## テレビ放送
- テレビ放送は主催の静岡放送（SBS）が制作、TBSテレビなどのJNN系列局協力のもと予選ラウンドはSBSローカル[2]、決勝ラウンドはJNN系列全国ネットで放送された。
- 大会終了後の静岡放送制作の全国ネット責任枠は、毎年9月に1時間の単発枠となっている。